# Lačin
Lačin (ázerbájdžánsky Laçın; arménsky Բերձոր Berdzor; rusky Лачын, dříve Лачин) je město na západě Ázerbájdžánu. Lačin je největším městem Lačinského rajónu a leží na řece Hakari 60 km jihozápadně od Chankendi. Od 17. století se ve městě a okolí usazovali Kurdové, které Safíovci použili k pacifikaci oblasti. V letech 1923 až 1929 existoval autonomní Kurdistánský újezd, známý také jako Kurdistan Sor (Rudý Kurdistán). V květnu 1992 dobyla Lačin, ležící na strategické silnici spojující Armény kontrolovaný Náhorní Karabach s územím vlastní Arménie, arménská armáda. Poté Wakil Mustafajev, hlava hnutí YEKBUN, vyhlásil nezávislou Lačinskou kurdskou republiku, ale Arméni jeho pokus potlačili, načež většina Kurdů a Ázerbájdžánců z města odešla. Počet obyvatel klesl z původních více než pěti tisíc na 2200 v roce 2006. V roce 2020 Arménie prohrála válku s Ázerbájdžánem a bylo dohodnuto navrácení Lačinu Ázerbájdžánu. K tomu došlo v srpnu 2022.
V průběhu roku 2023 začalo postupné znovuosídlování Lačinu vysídlenými Ázerbájdžánci. V květnu 2023 tam žilo 213 obyvatel, kterým byly postaveny nové rezidenční domy. Ke konci prosince 2023 v Lačinu žilo již 1 555 obyvatel, kteří jsou původními obyvateli města, nebo jejich potomci.